# World Games 2017/Teilnehmer (Zypern)
| Gelbes Symbol für Goldmedaillen mit stilisierten Olympischen Ringen | Graues Symbol für Silbermedaillen mit stilisierten Olympischen Ringen | Braundes Symbol für Bronzemedaillen mit stilisierten Olympischen Ringen |
| ------------------------------------------------------------------- | --------------------------------------------------------------------- | ----------------------------------------------------------------------- |
| —                                                                   | —                                                                     | —                                                                       |

Zypern nahm in Breslau an den World Games 2017 teil. Zypern nominierte mit Michaelis Manoli nur einen Sportler und stellte, neben 14 weiteren Nationen, damit eine der kleinsten Delegationen bei den Spielen.

## Teilnehmer nach Sportarten

### Muay Thai
| Athleten         | Wettbewerb | Viertelfinale            | Viertelfinale | Halbfinale    | Halbfinale    | Finale        | Finale        | Rang          |
| Athleten         | Wettbewerb | Gegner                   | Ergebnis      | Gegner        | Ergebnis      | Gegner        | Ergebnis      | Rang          |
| ---------------- | ---------- | ------------------------ | ------------- | ------------- | ------------- | ------------- | ------------- | ------------- |
| Michaelis Manoli | 71 kg      | Gabrielle David Mazzetti | 27:30 WP      | ausgeschieden | ausgeschieden | ausgeschieden | ausgeschieden | ausgeschieden |

WP = Win on Points